# 堺市立美原西小学校
堺市立美原西小学校（さかいしりつ みはらにし しょうがっこう）は、大阪府堺市美原区にある公立小学校。

## 沿革
- 1978年 - 美原町立黒山西小学校（仮称）として建設工事開始。
- 1981年4月1日 - 美原町立西小学校として開校。
- 2005年2月1日 - 美原町が堺市に編入されたことにより、堺市立美原西小学校に改称。

## 通学区域
- 堺市美原区 太井（548、652、653、667～692番地を除く）、北余部（1～22、48～51、54～76、93～108、129～158、169、185～193、214～780-2番地（641～681番地を除く））、太井548、652、653、667～692番地、北余部641～681番地。

卒業生は堺市立美原中学校、堺市立美原西中学校の2校に分かれて進学する。

## 交通
- 南海高野線「北野田駅」下車 - 南海バス・近鉄バス共同運行「多治井北」行き「太井南」下車。
- 南海高野線「初芝駅」下車 - 南海ウイングバス金岡「平尾」行き「黒山」下車。